# 烏鴉先生的獨白
《烏鴉先生的獨白》是印度尼西亞泗水的Mojiken工作室開發，Toge Productions於2018年1月12日發行的一款實驗遊戲。遊戲在Steam和itch.io免費發佈，是Mojiken工作室第九個作品。本作是一部無文字的手繪圖像互動短片式遊戲。

## 遊戲系統
《烏鴉先生的獨白》中玩家扮演有著瘟疫醫生服飾風格的「烏鴉先生」。玩家只需要點擊遊戲下方的右側箭頭就能切換畫面，進行遊戲劇情。原來呆家中坐的烏鴉先生，一天有少女敲門來訪，送上紅色的鮮花。收下鮮花的烏鴉先生離開了房間，在城鎮中遇到了形形色色的人，和他們交換了手上的物品就道別離去。到了郊外，烏鴉先生遇到一個蕩鞦韆的小女孩，她贈送了一個藍色的風車。不過也在收下風車時，到手的只是一塊石頭。這時玩家點擊遊戲下方左側的箭頭，能讓烏鴉先生依循舊路歸家。一路上，原來在城鎮上遇到的人們紛紛消失，在他們的位置只剩下石塊，世界也漸漸失去色彩，最後烏鴉先生再度回到他空蕩蕩的房間。

## 開發及發行
Mojiken工作室原來是一個印尼泗水插畫工作室，後來工作室成員開始嘗試製作遊戲。在2015年的時候，工作室內部開始一個名為MojikenCamp的個人提升計劃，這個計劃類似工作室內部的Game Jam，成員一起去學習製作遊戲的課程，了解不同風格的遊戲製作方式，最後每個人完成一個遊戲。在第二屆MojikenCamp，Mojiken工作室將本屆的主題交由粉絲投票決定，2016年11月19日確定主題為「無聲之語」（Unspoken Language）。布麗吉塔·雷納在這一屆MojikenCamp構思了《烏鴉先生的獨白》，並在12月初公佈了主角的形象。遊戲的音樂由印尼音樂家克里斯塔貝爾·安諾拉（Christabel Annora）負責。遊戲預計在2017年8月5日發佈。8月5日，Mojiken工作室帶著遊戲參加了在雅加達會議中心舉行的展會POPCON ASIA2017。
Toge Productions是印尼本土一個大型的遊戲開發商，2017年5月開始宣佈成為遊戲發行商，並計劃扶持本土製作的遊戲。Toge Productions第一批支持發行的遊戲就包括Mojiken工作室製作中的遊戲《She and the Light Bearer》和《A Space for The Unbound》。2018年1月11日，Toge Productions在Steam免費發佈了《烏鴉先生的獨白》。Mojiken工作室也在自己的itch.io發佈了作品。

## 評價
遊戲在Steam發行後獲得極度好評。遊戲遊玩通關時間不需10分鐘，作品的音樂和美術獲得不少媒體的正面評價。Fami通的編輯認為遊戲以抽象的風格和纖細的筆觸塑造出讓人沉浸的美麗的畫面，作品的背景音樂與主題十分切合，也推薦單獨欣賞作品的歌曲。評論員亞歷克斯·沃克在Kotaku摘文表示作品更像一個短篇故事，而不是視覺小說或者遊戲。遊戲的美術讓人驚歎，音樂搭配得很好。
遊戲的劇情也獲得評論員的稱讚，鏡週刊的評論員Crystal讚譽遊戲在敘事上「卻有著無限種可能的解讀。本作的迷人之處莫過於此」。游研社的編輯九月引用一個玩家的評論表示遊戲在極短的時間內渲染出足以打動人的情感，這是他認為遊戲最成功的的地方。電玩巴士的評論員剑雨潇湘對遊戲劇情有特別的看法，無論從哪一個角度解讀劇情，終究離不開「孤獨」。

## 外部連結
- 官方网站 （英文）